# The Ace of Cups
The Ace of Cups byla americká rocková skupina, založená v Los Angeles v roce 1967. Skupina bývá označována za první kompletně dívčí rockovou skupinu.
Členkami skupiny The Ace of Cups byly Mary Gannon (baskytara), Marla Hunt (varhany, piano), Denise Kaufman (kytara, harmonika), Mary Ellen Simpson (sólová kytara) a Diane Vitalich (bicí). Vokály zpívaly všechny členky kapely, kromě Vitalich. O doprovodný zpěv se staralo všech pět členek skupiny. Písně psaly také všechny členky.

## Historie

### Období před The Ace of Cups
Mary Gannon se narodila v New Yorku, a do San Francisca se přestěhovala na začátku 60. let. Krátce hrála na baskytaru ve skupině s názvem Daemon Lover. Marla Hunt hrála od tří let na klavír, do San Francisca se též přestěhovala na začátku 60. let. Gannon a Hunt se seznámily přes společného kamaráda, později se dohodly, že spolu založí dívčí rockovou skupinu.
Mary Ellen Simpson byla z Indio v Kalifornii. Na kytaru začala hrát ve svých dvanácti letech. Do San Francisca se přestěhovala přibližně ve stejnou dobu jako Marla Hunt. Diane Vitalich se narodila v San Franciscu, již před Ace of Cups hrála v několika skupinách, například s Bill Haley & His Comets. Simpson a Vitalich se připojily k Mary Gannon a Marle Hunt přibližně ve stejnou dobu.
Poslední členkou byla kytaristka Denise Kaufman. Když přišla do The Ace of Cups, měla toho již poměrně hodně za sebou. Byla zatčena za propagaci Free Speech Movement na univerzitě v Berkeley.
Skupinu pojmenoval její manažer Ambrose Hollingworth, který spolupracoval například se skupinou Quicksilver Messenger Service.

### Kariéra
První koncerty skupiny proběhly na jaře 1967. Na konci června je oslovil Jimi Hendrix, aby mu dělali předkapelu na „free koncertě“ v Golden Gate Parku.
The Ace of Cups pravidelně hrály v San Franciscu po menších klubech, jako byl například The Matrix nebo dělaly předskokanky větším kapelám ve větších sálech, jako byly například Avalon Ballroom a The Fillmore. V polovině roku 1968 se skupina poprvé objevila v místní televizní stanici West Pole, kde hrála mimo jiné také Grateful Dead nebo Jefferson Airplane. V roce 1969 skupina hrála s Sons of Champlin před koncertem skupiny The Band.
O Ace of Cups se začaly zajímat nahrávací společnosti. Nakonec ale žádné nahrávky nevznikly. Skupina se podílela například na albu skupiny Jefferson Airplane Volunteers nebo na albu It's Not Killing Me Mikea Bloomfielda. Obě alba vyšla v roce 1969.

### Pokles a rozpad
K úpadku skupiny vedlo několik faktorů. Některé členky měly v té době děti a některé chtěly začít znovu s jinou skupinou.
Na začátku sedmdesátých let se ke skupině připojilo několik mužů, jako náhrada hudebnic, které odešly. Z původní sestavy zde zůstala pouze Denise Kaufman. Skupina se rozpadla v roce 1972.

## Alba
V roce 2003 vydalo Ace Records album It's Bad for You But Buy It!, obsahující nevydaná dema a různé televizní spoty. Album bylo přijato dobře.
V roce 2008 byl u společnosti Eagle Vision vydán DVD záznam z jejich televizního koncertu z roku 1968.